# PGC 3684
LEDA/PGC 3684 ist eine Galaxie im Sternbild Andromeda am Nordsternhimmel. Sie ist schätzungsweise 271 Millionen Lichtjahre von der Milchstraße entfernt und hat einen Durchmesser von etwa 30.000 Lichtjahren.
Im selben Himmelsareal befinden sich unter anderem die Galaxien IC 65, PGC 3528, PGC 3603, PGC 212639.